# Numlax

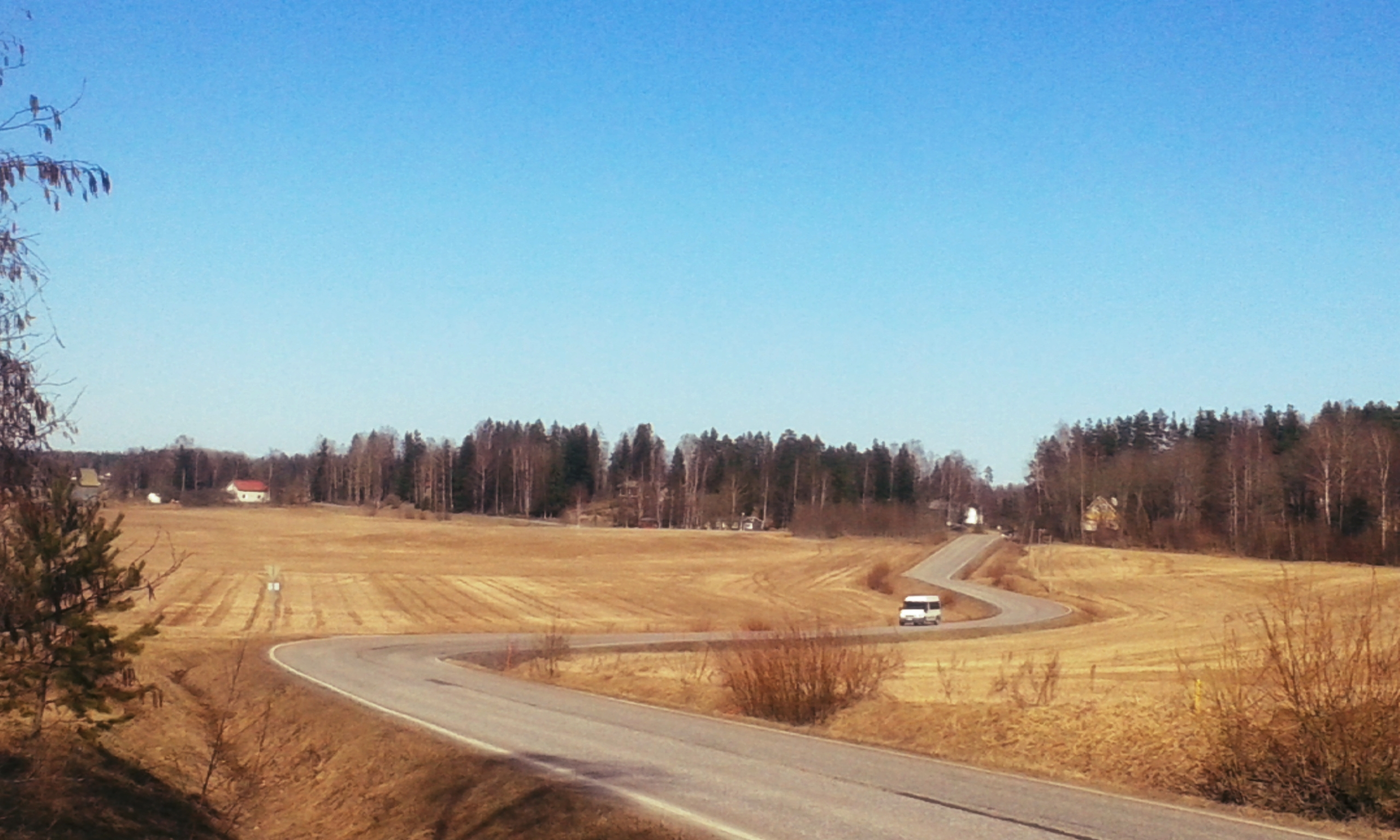
Landsbygdens landskap i Numlax.

Numlax (finska: Numlahti) är en by i Nurmijärvi kommun i Nyland. Numlax är beläget 5 km från Klövskog och precis intill Bertby. Byn är mest känd för Numlax gård, som uppfördes år 1594 och är därmed den äldsta herrgården i Nurmijärvi kommun.